# 廣木道心
廣木 道心（ひろき どうしん、1972年（昭和47年）- ）は、兵庫県宝塚市出身の武道家。自他護身術「護道」（ごどう）」宗家。「支援介助法」創始者。岡田准一とケンドーコバヤシがMCを務めるNHKの番組「明鏡止水～武のKAMIWAZA～」に2度出演。福祉・教育分野において、全く新しいパニック時の誘導法を提唱し、各地で講演会とセミナー活動を行う。障がいのある息子とともに、ロバート・キャンベルがインタビューするドキュメンタリー番組「Face To Face」（NHK WORLD-JAPAN）に出演。

## 来歴
自身のルーツが『葉隠』で有名な肥前国鍋島藩士の末裔であることを知り武士道、武道に興味を持つ。
15歳より独自に鍛錬を開始。17歳で少林寺拳法を学び、19歳から空手をはじめ、ケンカ十段の異名を持つ空手家・芦原英幸より黒帯を授与、以降、柔術、居合、剣術など日本の武道を修業。さらに中国拳法、ムエタイ、サバット、ブラジリアン柔術など海外の武術、格闘技を研究、ノールールの野外試合も経験し、実戦における独自のスタイルを長年に渡り模索。
1998年に沖縄にて琉球王家秘伝武術 本部御殿手の達人・上原清吉と邂逅し、武術に対する意識が一変する程の衝撃を受け更なる修行に励む。
1999年より人に頼まれて無償で護身のための青空道場を開催。2000年に総合武術 躰全道を創始。2001年道場開講。
2002年、住吉武道館での日本国際武道連盟各種公開演武大会にて最優秀演武賞受賞。
2003年、スイスジュネーブにてヨーロッパセミナーを行ない警察・軍隊関係者に技術指導。
2004年、書籍「最強格闘技図鑑・真伝」にて最強格闘家20人の1人として掲載される。
2007年6月26日には窃盗犯に出くわし自他ともに無傷で取り押さえている。地域の防犯活動に協力し警察から感謝状授与。
同年、知的障害のある息子の育児の経験から、知的障がい児のパニック時の他傷行為のサポート技術として福祉や日常に活かすことを視野にいれた技術開発に取り組み、「自他護身（自他共に傷つけない）」という新しい理念を生み出した。
2008年に躰全道の護身技術と福祉のサポート技術の研究成果を総括し、自他護身のための"引き分けの武道"「護道（ごどう）」を創始。
2009年、国際護道連盟発足。
2013年、支援介助法協会発足。道場での武術指導と同時に、その技術の応用である介助法の指導を福祉施設にて行いながら、護道の指導を通して自他を思いやることのできる共存社会の実現に向けて活動を続けている。国際護道連盟宗家、支援介助法創始者。

## 著作
- 『廣木道心 護道 GODO』クエスト 2011年
- 『STORY ～つよきもののふのうた～ 廣木道心編』 パンローリング 2009年 ISBN 4775922874
- 『崩撃の術理　総合武術 躰全道』 廣木道心 壮神社 2004年 ISBN 9784915906947

## 共著
- 『「支援介助法」～障害のある人への痛みを与えないパニック対応スキル～基本編』 アローウィン2013年
- 『「支援介助法」～障害のある人への痛みを与えないパニック対応スキル～応用編』 アローウィン2013年
- 『児童期・思春期のSST-特別支援教育編』三恵社　2013年 ISBN 4864870411
- 『自傷・他害・パニックは防げますか? 二人称のアプローチで解決しよう!』花風社 2018年